# Worcester
 Denne artikel omhandler byen Worcester. Der er også andre byer med dette navn, se Worcester (flertydig).
Worcester er en by (city) og county town i Worcestershire i West Midlands i England. Worcester ligger omkring 37 km sydvest for Birmingham og 27 km nord for Gloucester og har 101.891 (2018) indbyggere.
Worcester Cathedral, der blev grundlagt i 1100-tallet, ligger med udsigt over floden Severn, som løber vest for byens centrum. Det endelige slag under den engelske borgerkrig blev kæmpet her, hvor Oliver Cromwells New Model Army slog Charles 2.s kavalerer og cementrede den engelske mellemperiode: de 11 år, hvor England og Wales var en republik.
Porcelænsfabrikanten Royal Worcester ligger i byen, og i størstedelen af sit liv boede komponisten sir Edward Elgar i  Worcester. Derudover ligger Lea & Perrins her, der producerer Worcestersovs. University of Worcester er et af landets hurtigst voksende universiteter.
Blandt byens arttaktioner er The Hive, Worcester City Art Gallery & Museum og Museum of Royal Worcester.